# Over It (single de Katharine McPhee)
Over It é uma canção da cantora estadunidense Katharine McPhee e o primeiro single de seu álbum de estreia homônimo. Foi lançada em 15 de janeiro de 2007 através da RCA Records. Produzida e escrita por Billy Steinberg e Josh Alexander com o auxílio de Ruth-Anne Cunningham, é uma canção pop sobre término de relacionamento com letras sobre amor jovem.
A resposta dos críticos musicais ao single foi mista; alguns identificaram "Over It" como um destaque do álbum, enquanto outros acharam que era "genérico". Billie Eilish declarou em seu programa de rádio que "Over It" é uma de suas músicas favoritas, dizendo que "[Over It] é uma das minhas músicas favoritas há anos". Um videoclipe foi lançado para promover a faixa. O grupo pop feminino alemão Queensberry gravou um cover de "Over It" para seu álbum de estreia, Volume I (2008).

## Antecedentes e gravação
Katharine McPhee foi a vice-campeã da quinta temporada do American Idol e recebeu um contrato de gravação com a 19 Recordings. Depois de lançar "My Destiny" e uma versão cover de "Somewhere Over the Rainbow" em 2006, McPhee começou a trabalhar em seu primeiro álbum; "Over It" foi escrito e gravado algumas semanas antes do lançamento do álbum em 2007. McPhee disse que se conectou instantaneamente com a música, explicando: "Eu sei como é se sentir depois de ter superado um cara." Ela sentiu que a faixa seria identificável para os ouvintes e disse que o título da faixa era uma das expressões mais usadas por ela.
Billy Steinberg e Josh Alexander produziram "Over It" e a co-escreveram com Ruth-Anne Cunningham. Ferrera arranjou os vocais com Ferrara, que também tocou violão acúsico e teclado para a instrumentação e programou o baixo e o tambor. Os vocais foram editados por Chris Garcia, Dave Russell e Alexander, e produzidos por Ferrera. Os vocais de apoio ficaram por conta de Cunningham, Denaine Jones e Sharon Youngblood. "Over It" foi gravada por Russell, Alexander e Ariel Chobaz, com trabalho adicional de James Edmunds. Scott Roewe foi o técnico responsável pela faixa.

## Composição
"Over It" é uma faixa pop com duração de três minutos e 35 segundos. McPhee disse que esta é a única faixa "puramente pop" do álbum. É composta na tonalidade de Fá menor, com tempo comum e andamento moderadamente lento de 84 bpm. A instrumentação é fornecida por um violão e um piano. Durante a faixa, o alcance vocal de McPhee abrange da nota baixa de Eb3 até a nota alta de Eb5. McPhee descreveu "Over It" como uma canção sobre término de relacionamento e uma "canção muito sensual sobre amor jovem". A letra de abertura é: "Eu estou cansada das suas mentiras e estou cansada dos seus jogos."

## Lançamento e regravações
"Over It" foi lançado em 30 de janeiro de 2007, como o primeiro single do álbum de estreia homônimo de McPhee. Foi disponibilizado como um CD single e um download digital. Ao discutir seu lançamento, McPhee disse que "não se trata de bater nas pessoas com a nova Katharine". Um extended play com remixes foi lançado em 8 de maio de 2007. Em uma entrevista de 2007 ao The News-Times, McPhee declarou que não gosta da música; ela explicou: "Eu tentei o meu melhor para torná-la minha. Acho que foi um pouco produzida no estúdio no final das contas, então acabou soando um pouco mais como qualquer outra pessoa cantando!"
O grupo pop alemão Queensberry gravou um cover de "Over It" para seu primeiro álbum de estúdio, Volume I (2008). A versão foi produzida por Henrik Menzel e Tommy "Petone" Peters. Foi uma das três músicas incluídas no álbum, originalmente interpretada por um participante de um show de talentos; as outras duas são a faixa "Sprung", do girl group inglês Clea, de 2004, e o single "End of Love", de Anna Abreu, de 2007.

## Recepção

### Crítica profissional
"Over It" recebeu críticas mistas dos críticos musicais. Elysa Gardner do USA Today elogiou-o como um "single excelente", e Preston Jones da Slant comparou-o à música da cantora e compositora canadense Shania Twain. Jones identificou "Over It" como um destaque do álbum, descrevendo-o como uma "peça de material esculpida com maestria que fará cabeças balançarem e carteiras se abrirem". Sarah Rodman, do Boston Globe, escreveu que "Over It" é "uma despedida com tempero soul e ritmo médio". Em uma crítica menos entusiasmada, um escritor do Los Angeles Daily News se referiu a "Over It" e "Love Story" como "completude aceitável". Henry Goldblatt, da Entertainment Weekly, criticou a música, por soar como uma faixa rejeitada pela cantora americana JoJo. Rick Fulton, do Daily Record, respondeu negativamente a "Over It", escrevendo: "Esse pop chato, como as calças de Britney, foi jogado pela janela anos atrás."

### Comercial
"Over It" estreou na posição 48 na parada americana Billboard Hot 100, e atingiu o pico na posição 29 em 27 de abril de 2007; permaneceu na parada por dezesseis semanas. Alcançou a posição 22 na parada Mainstream Top 40 e permaneceu na parada por onze semanas. A música vendeu mais de 645.000 downloads até o momento, e foi certificada como Ouro em 2008. "Over It" foi destaque no reality show The Hills, o que resultou em um aumento de 60% nas vendas digitais, chegando a 40.000 unidades.

## Videoclipe
Liz Friedlander dirigiu o videoclipe de acompanhamento do single. Nele, McPhee grava a si mesma enquanto canta a música; ela entrega o arquivo ao namorado infiel em uma festa no porão. McPhee disse que suas roupas e performance tinham a intenção de refletir as diferentes emoções da música: "Há diferentes olhares para mostrar os diferentes níveis de superação. Há a raiva, a tristeza, a vingança." Dois finais foram filmados para o videoclipe: um em que ela entrega a fita ao namorado e termina com ele, e outro em que ela lhe dá uma segunda chance. McPhee disse que seus fãs escolheriam o final para o lançamento oficial. O primeiro foi escolhido como o final oficial, embora a outra alternativa também tenha sido carregada no canal Vevo de McPhee.

## Faixas e formatos
- CD promocional[30]

1. "Over It" (versão do álbum) — 3:35
2. "Over It" (gancho de chamada) —	0:10

- EP de remixes[11]

1. "Over It" (Mig mix) — 3:20
2. "Over It" (Mig mix - sem rap) — 3:20
3. "Over It" (Mig instrumental) — 3:20
4. "Over It" (Funk Generation club show mix) — 6:52
5. "Over It" (Funk Generation mixshow) — 5:41
6. "Over It" (Funk Generation rádio mix) — 3:46

## Equipe e colaboradores
Créditos adaptados do Tidal e do encarte de Katharine McPhee:
Pessoal
- Billy Steinberg — compositor, letrista, produtor
- Josh Alexander — compositor, letrista, produtor, arranjo, guitarra acústica, editor, teclado, programador, engenheiro de gravação
- Ruth-Anne Cunningham — compositora, letrista, vocais de fundo
- Serban Ghenea — engenheiro de mixagem
- John Hanes — engenheiro
- Steve Ferrera — engenheiro, produtor adicional
- Chris Garcia — editor
- Dave Russell — editor, engenheiro de gravação
- Ariel Chobaz — engenheiro de gravação
- James Edmunds — engenheiro de gravação
- Tim Roberts — engenheiro assistente
- Denaine Jones — vocais de fundo
- Sharon Youngblood — vocais de fundo

## Desempenho nas tabelas musicais
| País — Tabela musical (2007)       | Melhor posição |
| ---------------------------------- | -------------- |
| Canadá (Canadian Hot 100)          | 25             |
| Canadá (CHR/Top 40)                | 34             |
| Canadá (Hot AC)                    | 12             |
| Estados Unidos (Billboard Hot 100) | 29             |
| Estados Unidos (Adult Pop Songs)   | 32             |
| Estados Unidos (Pop Songs)         | 22             |

### Vendas e certificações
| Região                                          | Associação | Certificação | Vendas   |
| ----------------------------------------------- | ---------- | ------------ | -------- |
| Estados Unidos                                  | RIAA       | Ouro         | 500.000^ |
| ^vendas+valores baseados apenas na certificação |            |              |          |

## Histórico de lançamento
| Região         | Data                  | Formato          | Versão        | Gravadora | Ref.          |
| -------------- | --------------------- | ---------------- | ------------- | --------- | ------------- |
| Estados Unidos | 15 de janeiro de 2007 | Rádio mainstream | Original      | RCA       | [ 39 ]        |
| Estados Unidos | 8 de maio de 2007     | Download digital | EP de remixes | RCA       | [ 11 ] [ 40 ] |